# Hiroshi Sakagami
Hiroshi Sakagami (jap. 坂上 弘, Sakagami Hiroshi; * 13. Februar 1936 in Tokio; † 16. August 2021 in Abiko, Präfektur Chiba) war ein japanischer Schriftsteller.
Bereits mit seinem ersten Werk wurde Sakagami für den Akutagawa-Preis nominiert, für Aru aki no dekigoto  erhielt er 1959 den Chūōkōron-Nachwuchsförderpreis. Er studierte dann formale Logik an der Keiō-Universität in Tokio, blieb aber bei seiner literarischen Tätigkeit. Er verfasste Romane und Erzählungen, für die er u. a. den Yomiuri-Literaturpreis 1991 (Yasashii teihakuchi), den Noma-Literaturpreis 1992 (Denen fukei) und den Kawabata-Yasunari-Literaturpreis 1997 (Daidokoro) erhielt. 

## Werke
- Aru aki no dekigoto (Ein Vorfall im Herbst)
- Asa no mura (1966; Das Dorf am Morgen)
- Daidokoro (1997; Die Küche)
- Keita no sentaku (1998; Keitas Entscheidung)
- Chikakute tōi tabi (2002; Die Kurzreise)
- Nemuran ka na (2004; Sollte ich schlafen?)